# Międzynarodowy Dzień Tłumacza
Międzynarodowy Dzień Tłumacza – święto obchodzone 30 września w dniu wspomnienia św. Hieronima, tłumacza Biblii uznawanego za patrona tłumaczy. Dzień tłumacza był propagowany przez FIT-IFT (fr. Fédération internationale des traducteurs, ang. International Federation of Translators), Międzynarodową Federację Tłumaczy (obecnie afiliowaną przez UNESCO), od momentu jej utworzenia w 1953. W roku 1991 FIT podjęła inicjatywę w celu oficjalnego uznania Międzynarodowego Dnia Tłumacza, aby w ten sposób wyrazić solidarność branży tłumaczeniowej na całym świecie i zwrócić uwagę na zawód tłumacza w różnych krajach (niekoniecznie wywodzących się z tradycji chrześcijańskiej). Dzień tłumacza jest okazją do wyrażenia dumy z wykonywania zawodu, którego ranga staje się coraz istotniejsza w erze postępującej globalizacji.